# Robert Chandran
Robert Viswanathan Chandran (* 31. Mai 1950 in Mumbai, Indien; † 7. Januar 2008 in Riau, Indonesien) war ein in Indien geborener US-amerikanischer Unternehmer und der Gründer und CEO des Unternehmens Chemoil.
Chandran studierte erfolglos Medizin an der University of Madras und erlangte später einen Master in Chemie. Nach dem Tod seiner Mutter verließ er 1972 Indien und lebte auf den Philippinen, wo er am Asian Institute of Management studierte, um anschließend in die USA zu emigrieren. Chandran machte sein erstes Vermögen in Kalifornien, indem er in Immobilien investierte. 1981 erhielt er seine Staatsbürgerschaft als US-Amerikaner und gründete im selben Jahr Chemoil, ein Öl- und Chemie-Unternehmen, spezialisiert auf die Betankung von Schiffen.
Bereits 1991 wurde Chemoil vom Forbes Magazine als eines der größten privaten US-amerikanischen Unternehmen geführt. Durch die Exxon-Valdez-Katastrophe und den darauf folgenden Abschwung musste Chemoil jedoch umstrukturiert werden. Chemoil bildete eine Partnerschaft mit dem japanischen Handelshaus Itochu und kaufte 50 Prozent der Anteile des Unternehmens. 2005 verlagerte Chandran den Hauptsitz von Chemoil nach Singapur. Er gab seine US-amerikanische Staatsangehörigkeit auf und erhielt die Staatsbürgerschaft von Singapur.
Chandran starb im Januar 2008 aufgrund von Verletzungen, die er durch einen Hubschrauberabsturz erlitt. Sein privates Vermögen belief sich zuletzt auf 450 Millionen Dollar.